# Setbacks
Albums de ScHoolboy Q
Gangsta & Soul: The Mixtape
(2009) Habits & Contradictions
(2012)
Singles
1. Kamikaze
Sortie : 12 octobre 2010
2. Phenomenom (feat. Alori Joh)
Sortie : 10 janvier 2011
3. Fantasy (feat. Jhené Aiko)
Sortie : 17 février 2011

Setbacks est le premier album studio du rappeur américain ScHoolboy Q, sorti le 11 janvier 2011.

## Liste des titres
| No  | Titre                                                   | Producteur   | Durée |
| --- | ------------------------------------------------------- | ------------ | ----- |
| 1.  | Figg Get Da Money                                       | Lord Quest   | 3:59  |
| 2.  | Kamikaze                                                | Willie B     | 4:03  |
| 3.  | Light Years Ahead (Sky High) (featuring Kendrick Lamar) | Focus...     | 4:11  |
| 4.  | What's Tha Word (featuring Jay Rock)                    | Phonix Beats | 3:51  |
| 5.  | #BETIGOTSUMWEED                                         | Tae Beast    | 4:55  |
| 6.  | Druggys Wit Hoes (featuring Ab-Soul)                    | Tae Beast    | 3:50  |
| 7.  | Cycle                                                   | DJ Wes       | 4:09  |
| 8.  | To Tha Beat (F'd Up)                                    | King Blue    | 3:47  |
| 9.  | Crazy                                                   | Phonix Beats | 3:06  |
| 10. | Phenomenon (featuring Alori Joh)                        | Phonix Beats | 5:01  |
| 11. | Situations                                              | Rahki        | 4:24  |
| 12. | Fantasy (featuring Jhené Aiko)                          | Tommy Black  | 4:27  |
| 13. | I'm Good (featuring BJ the Chicago Kid & Punch)         | Tae Beast    | 4:57  |
| 14. | Birds & The Beez (featuring Kendrick Lamar)             | Dae One      | 4:20  |
| 15. | Rolling Stone (Black Hippy)                             | Sounwave     | 3:36  |